# Morales de Toro
Morales de Toro è un comune spagnolo di 1 103 abitanti situato nella comunità autonoma di Castiglia e León.